# Життя і смерть Фердинанда Люса
«Життя і смерть Фердинанда Люса» (рос. «Жизнь и смерть Фердинанда Люса») — радянський чотирисерійний широкоекранний художній фільм 1976 року, політичний детектив про боротьбу з неофашизмом. Екранізація роману Юліана Семенова.

## Сюжет
Кінець 1960-х років. Західнонімецький концерн Фрідріха Дорнброка веде таємні переговори про виробництво атомної зброї з фірмою пана Ліма з Гонконгу. Син і спадкоємець глави концерну Ганс, перебуваючи в горі з приводу смертельної хвороби своєї коханої, японки Ісії (лейкемія як наслідок атомного бомбардування Хіросіми), бажаючи зірвати цю жахливу угоду, перериває переговори і повертається додому з наміром оприлюднити діяльність батька. Він передає документи, що викривають батька, болгарському журналісту Павлу Кочеву і намагається розповісти про угоду лівому режисерові Люсу.
Однак ділки концерну — Бауер, Хаксман, Вальтер і інші з відома боса організовують вбивство Дорнброка-молодшого, затримують Кочева і звалюють вбивство на Люса. Професор з СРСР Владимиров (в минулому відомий як Штірліц), не вірячи в розтиражовану ЗМІ версію про те, що болгарин «вибрав свободу» і добровільно залишився на Заході, особисто прибуває до Західного Берліна, щоб виручити свого учня. За допомогою журналіста Кроне він викриває фальшивку, вигадану редактором Ленцем.
Чесний прокурор Берг, розслідуючи справу, приходить до висновку, що Люса підставили, а Кочев і Дорнброк-молодший вбиті. Контрольовані концерном газети розв'язують проти прокурора ворожу кампанію, домігшись його відставки. Однак Берг, йдучи, передає всі матеріали справи Люсу, щоб той зняв викривальний фільм. Намагаючись розмотати клубок до кінця, Люс відправляється в Японію. Йому вдається знайти сліди нелегального ядерного випробування і дістатися до Ісії. Однак потім його вбиває контррозвідник Лао за наказом Ліма…

## У ролях
- Всеволод Сафонов —  професор Владимиров
- Донатас Баніоніс — Фердинанд Люс (озвучив Володимир Заманський)
- Катерина Васильєва — Нора Люс
- Микола Гриценко — Фрідріх Дорнброк
- Юозас Будрайтіс — Ганс Дорнброк  (озвучив Родіон Нахапетов)
- Євгенія Ханаєва — Гізелла Дорнброк, сестра Фрідріха
- Михайло Погоржельский — радник Людвіг Шорнбах
- Еве Ківі — Ежені Шорнбах
- Павло Панков — прокурор Берг (прототип Фріц Бауер)
- Ігор Лєдогоров —  Бауер
- Ейнарі Коппель — Хайнц Кроне
- Євген Євстигнєєв — Дігон
- Борис Іванов — Хаксман (в книзі — Айсман)
- Олександр Вокач — Хольц/Хельтофф (в книзі — Холтофф/Хельтофф)
- Михайло Жарковський — Кальтенбруннер
- Суйменкул Чокморов — імпресаріо Анумо/контррозвідник Лао Шень (озвучив Сергій Шакуров)
- Рейко Суїта — Ісії
- Чун Себ Пак — Джозеф Лім
- Тамара Дегтярьова — Джейн
- Ігор Кашинцев — Герберт Ленц
- Раїса Куркіна — Лотта, секретарка Берга
- Олександр Калягін — продюсер Шварцман
- Олег Басилашвілі — Юрген Кройцман
- Григорій Лямпе — професор Рунге
- Василь Ліванов — доктор Пейн
- Олег Голубицький — Вебер, помічник Берга
- Віктор Шульгін — Вальтер
- Лев Поляков — Курт
- Андрій Порошин — Фріц
- Віктор Камаєв — поліцейський інспектор  (озвучив Георгій Бурков)
- Агрій Аугшкап — Джон Лорд, слідчий в Нюрнберзі
- Володимир Носик — поліцейський Ломер
- Андрій Ташков — коридорний в готелі
- Альфред Штруве — журналіст Алекс  (озвучив Артем Карапетян)
- Георгій Георгіу — господар пивної
- Микола Бармін — радянський полковник
- Валерій Малишев — капітан Коваленко
- Валентин Кулик — асистент Люса
- Йозеф Ветровец — Аллен Даллес
- Петро Крилов — доктор Ваггер, німецький історик-археолог в Гонконзі (роль озвучив Костянтин Тиртов)

## Знімальна група
- Режисер — Анатолій Бобровський
- Сценарист — Юліан Семенов
- Оператор — Микола Олоновський
- Композитор — Ісаак Шварц
- Художник — Леонід Перцев